# Liste der Stolpersteine in Itzehoe

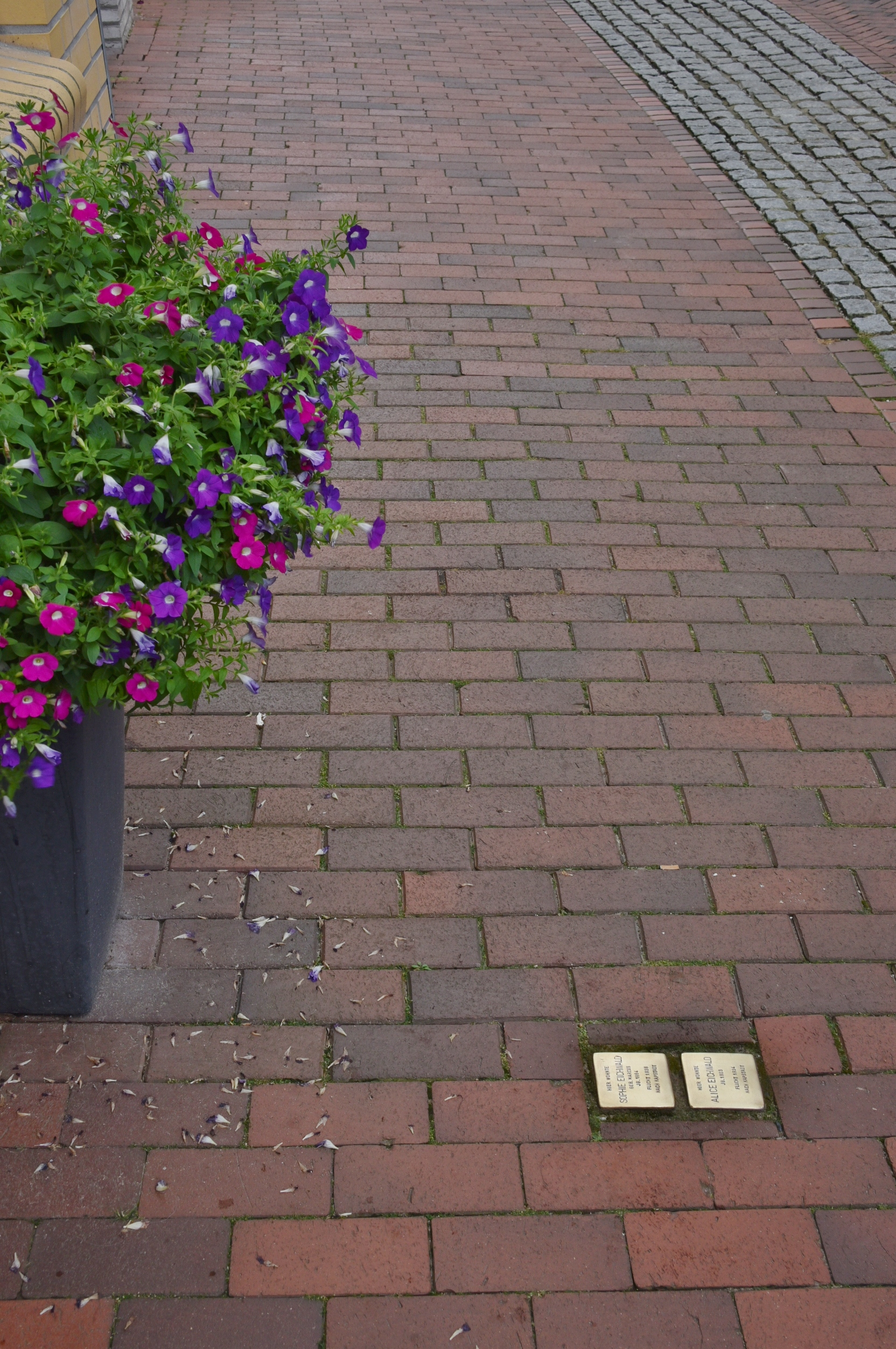
Stolpersteine in Itzehoe

Die Liste der Stolpersteine in Itzehoe gibt eine Übersicht über die vom Künstler Gunter Demnig initiierten Stolpersteine in der Stadt Itzehoe, von denen am 9. Oktober 2006 insgesamt 11 verlegt worden sind (Stand 2020).
Die 10 cm × 10 cm × 10 cm großen Betonquader mit Messingtafel sind in den Bürgersteig vor jenen Häusern eingelassen, in denen die Opfer einmal zu Hause waren. Die Inschrift der Tafel gibt Auskunft über ihren Namen, ihr Alter und ihr Schicksal. Die Stolpersteine sollen dem Vergessen der Opfer der nationalsozialistischen Gewaltherrschaft entgegenwirken.

## Verlegte Stolpersteine
| Stolperstein | Inschrift                                                                                               | Verlegeort         | Name, Leben                                       |
| ------------ | --- | ------------------ | ------------------------------------------------- |
|              | HIER WOHNTE DAISY ABRAHAM JG. 1935 FLUCHT 1938 SHANGHAI - USA                                           | Kirchenstraße 18 · | Daisy Abraham (1935-)                             |
|              | HIER WOHNTE ELISABETH ABRAHAM GEB. LUDWIG JG. 1906 FLUCHT 1938 SHANGHAI - USA                           | Kirchenstraße 18 · | Elisabeth Abraham, geborene Ludwig (1906-)        |
|              | HIER WOHNTE HERMANN ABRAHAM JG. 1896 FLUCHT 1938 SHANGHAI - USA                                         | Kirchenstraße 18 · | Hermann Abraham (1896-)                           |
|              | HIER WOHNTE ALICE EICHWALD JG. 1903 FLUCHT 1934 KAPSTADT                                                | Breite Straße 11 · | Alice Eichwald (1903-)                            |
|              | HIER WOHNTE SOPHIE EICHWALD GEB. MARCUS JG. 1864 FLUCHT 1934 KAPSTADT                                   | Breite Straße 11 · | Sophie Eichwald, geborene Marcus (1864-)          |
|              | HIER WOHNTE ERNA GORTAKOWSKI GEB. NEUMANN JG. 1891 DEPORTIERT 1943 ERMORDET IN AUSCHWITZ                | Breite Straße 29 · | Erna Gortakowski, geborene Neumann (1891–1943/45) |
|              | HIER WOHNTE ILSE GORTAKOWSKI JG. 1916 DEPORTIERT 1943 ERMORDET IN AUSCHWITZ                             | Breite Straße 29 · | Ilse Gortakowski (1916–1943/45)                   |
|              | HIER WOHNTE AARON RIEDER JG. 1897 DEPORTIERT 1944 GHETTO UZHGOROD ERMORDET IN AUSCHWITZ                 | Sandberg 11 ·      | Aaron Rieder (1897–1944/45)                       |
|              | HIER WOHNTE ERIKA RIEDER JG. 1931 DEPORTIERT 1944 GHETTO UZHGOROD ERMORDET IN AUSCHWITZ                 | Sandberg 11 ·      | Erika Rieder (1931–1944/45)                       |
|              | HIER WOHNTE GISELA RIEDER GEB. SCHREIBER JG. 1900 DEPORTIERT 1944 GHETTO UZHGOROD ERMORDET IN AUSCHWITZ | Sandberg 11 ·      | Gisela Rieder, geborene Schreiber (1900–1944/45)  |
|              | HIER WOHNTE HANNELORE RIEDER JG. 1932 DEPORTIERT 1944 GHETTO UZHGOROD ERMORDET IN AUSCHWITZ             | Sandberg 11 ·      | Hannelore Rieder (1932–1944/45)                   |

## Verlegedatum
- 9. Oktober 2006